# مشعل محمد الجاسر
مشعل الجاسر (24 يونيو 1995 -) ممثل، مخرج، وكاتب سيناريو سعودي. ولد في مدينة الرياض، بدأ تعلم صناعة الأفلام من خلال الإنترنت في عام 2012، وحقق شعبية من خلال موقع تبادل الفيديوهات يوتيوب من خلال فيديوهاته القصيرة الساخرة التي صنعها. وفي عام 2017 حصل على المركز الأول في جائزة قمرة عن فيلم تحت الإسمنت ومبلغ مليون ريال سعودي، والفيلم يتناول حياة أسرة سورية بعد القصف تحت الأنقاض.
يعمل ضمن منظومة تلفاز 11، وعرفه الجمهور ووطد علاقته معه من خلال برنامج «فُليم» الذي يبث على اليوتيوب. أخرج مشعل فيلم سومياتي بتدخل النار؟، وحصل عنه على جائزة أفضل فيلم قصير من مهرجان "Gold Movie awards Goddess Nike" الدولي للأفلام.

## أفلام
| الفيلم              | السنة | الجوائز                                                                           | م     |
| ------------------- | ----- | --------------------------------------------------------------------------------- | ----- |
| سومياتي بتدخل النار | 2016  | حصل على جائزة أفضل فيلم قصير في مهرجان لوس أنجليس للأفلام المستقلة في العام 2017. | [ 5 ] |
| تحت الإسمنت         | 2017  | حصل على المركز الأول في جائزة قمرة.                                               | [ 6 ] |
| الفضائي العربي      | 2019  |                                                                                   | [ 7 ] |
| ناقة                | 2023  |                                                                                   | [ 8 ] |